# Élodie Frégé
Élodie Frégé (* 15. února 1982 Cosne-Cours-sur-Loire, Nièvre) je francouzská zpěvačka a herečka. Do povědomí se dostala v roce 2003, kdy vyhrála třetí řadu soutěže Star Academy. Vzápětí vydala tři alba. Ve filmu Potiche režiséra Françoise Ozona z roku 2010 také začala svou hereckou kariéru. Hrála i ve filmové komedii L'Art de la fugue a v televizním seriálu L'Homme de nos vies.
Vystupuje se skupinou Nouvelle Vague, zaměřenou na úpravy písní z období nové vlny. Hostovala na albu Pascala Obispa Le Grand Amour (2013). Byla porotkyní televizních soutěží Nouvelle Star a Mask Singer, podílela se na dobročinném projektu Opération Pièces jaunes. 

## Diskografie
- Elodie Frégé - 2004 (#4 FR)
- Le jeu des 7 erreurs - 2006 (#12 FR)
- La Fille De L'Après Midi - 2010
- Amuse bouches – 2013 (#19 FR)